# 해후 (2005년 드라마)
《해후》는 2005년 2월 11일에 MBC에서 방영된 설 특집 드라마이다. 이현세가 그린 만화를 드라마화했다.

## 등장 인물

### 주요 인물
- 강경준 : 오혜성 역
- 이보영 : 최엄지 역

### 그외 인물들
- 최상훈 : 오학수 역
- 유지인 : 정숙 역
- 이혜숙 : 윤옥 역